# Galeodes wadaicus
Galeodes wadaicus är en spindeldjursart som beskrevs av Roewer 1934. Galeodes wadaicus ingår i släktet Galeodes och familjen Galeodidae. Inga underarter finns listade i Catalogue of Life.